# コミックシティ
コミックシティ（Comic City）は赤ブーブー通信社（株式会社ケイ・コーポレーション）が主催する同人誌即売会。かつては複数の同人誌印刷所によって共催されていた。東京・大阪・福岡にて年通算20回程度開催され、大阪・福岡では最大規模のイベントである。東京・大阪は後述する理由により、女性向け作品を発表する女性サークルが参加のほとんどを占める。

## 概要
主催の株式会社ケイ・コーポレーションは、法人専業の同人誌即売会主催者として30年の歴史を持つ。「本を創る。本を売る。本を買う。」をテーマに、流通機会の少ないマンガ同人誌を定期的に維持供給し、同人相互の交流の場を提供することをコンセプトに掲げる。
かつては各地でイベントを開催していた。近年は東京・大阪・福岡の3都市での中〜大規模のイベントが主体であり、同じオールジャンルでもスタジオYOUが主催するコミックライブなどと棲み分けている。
近年は、「ZRシリーズ（全国大会）」「擬人化王国」の名称で、企画系オンリーイベントも開催している。
2016年夏頃からは「コミックシティ」内で同時開催する併設オンリーも企画し、同日で三十数本のタイトル別のオンリーが開催されるスタイルを採用している。また、「コミックシティ」内にオンリーイベントを内包する、イベント内イベントを「プチオンリー」と称して積極的に行っている。
オールジャンルがないオンリーのみのイベントも開催しており、こちらは「TOKYO FES／OSAKA FES」と呼ばれる。
開催によっては、募集スペース数が13,000〜20,000となり、1日あたりのスペース数ではコミックマーケットを超える大規模な開催となる。
サークル参加・一般参加を問わず、未就学児童の入場を禁じている。また、徹夜行為および7時以前の来場禁止など、参加者及び来場者への注意事項が公式サイトに掲載されている。

## 一般入場方式
一般入場は入場券購入制で、事前販売は行われていない。
パンフレットは入場券とは別に販売されており、会場でのみ販売されている。パンフレット購入は必須ではなく、パンフレット購入での入場はできない。未就学児の入場は認められていない。

## サークル参加
抽選式のコミックマーケットなどと異なり、先着順での参加受付を行なっている。オンリーごとの参加上限はなく、雑貨頒布のarteVarieを含む全オンリー合同での総合スペース数で上限が計算される。
参加条件は高校生以上の個人であることで、サークルの代表者は日本国内に居住している必要がある。
配置はBL、男女カップリング・百合、オールキャラ・キャラ中心で分類されており、カップリング作品は受けキャラクターを基準に配置されている。

## コスプレ参加
オンリー開催の増加に伴い、2015年頃より参加サークル向けに企画し開放され始める。
以降の一般参加者にも開放され始め、2016年10月からは事前にプレイガイド（イープラス）での更衣室利用券の販売を採用する。2017年10月からは、一般参加枠と区分するため、参加サークル向けにローソンチケットでの事前販売制を開始した。なお、ローソンチケットでは販売はクローズド販売となり、参加サークルのみが購入できる仕組みを採用している。
新型コロナウイルス感染症対策により一時は販売を中止していたが、現在は再開されている。
- サークル参加者の更衣室利用券：ローソンチケット（参加サークルへ専用URLの事前通知制）
- 一般参加者の更衣室利用券：イープラス

## 開催状況

### 東京
東京国際展示場（東京ビッグサイト）で、年6回程度開催。特に「HARU COMIC CITY」「SUPER COMIC CITY」「COMIC CITY SPARK」が大規模な開催となる。
- SUPER COMIC CITY - ゴールデンウィーク中に2日間開催。「SCC」と略されることもある。開催間隔が長い冬と夏のコミックマーケットの間に行われることもあって、サークル・一般とも参加者数が非常に多く、同人誌即売会としてはコミックマーケットに次ぐ規模である。近年は両日とも東京ビッグサイトの1階ホール全体を使用する。かつては複数の同人誌印刷所の共催[5]、後には赤ブーブー通信社と「同人誌ミニコミフェア」を主催していた同人誌印刷所の東京文芸出版と共催で行われていた[4]。
- HARU COMIC CITY - 3月（主に春分の日前後）開催。開催は1日だが、やはり東京ビッグサイトのほぼ全体を使用することが多い。サークル・一般に「春コミ」と称呼されることもあり、コミックマーケットで以前、春に開催されていた際の略称と同じだが、関係はない。
- GOOD COMIC CITY - 8月開催。SUPER COMIC CITY関西の、さらに翌週開催となることが多い。
- COMIC CITY SPARK - 秋（概ね10月）開催。2013年に2万スペースを超える規模を記録する。
- COMIC CITY東京 - 現在は、1月・6月の開催がこの名称を名乗る。

### 大阪
インテックス大阪で、年6回程度開催。
1月開催の「COMIC CITY大阪」と「SUPER COMIC CITY関西」は、それぞれコミックマーケットの直後に開催され、関西地区居住者の補完イベントとして機能しており、参加サークル・一般参加者とも多く、他と比較して開催規模が大きい。

### 福岡
福岡PayPayドームやマリンメッセ福岡で、年3回（1月・5月・9月）程度開催。
九州では最大の同人誌即売会であり、COMIC NETWORK休止後は九州地区唯一の大規模オールジャンル即売会である。規模、アクセス、他のイベントの開催頻度の関係上、男性向けのサークル参加が比較的多く、コスプレ参加があるのが、他地区にはない特徴。

### FES
東京・大阪で不定期に開催されるイベント。
ジャンル毎のオンリーイベントのみがある中規模のイベントで、通常はTOKYO FES Feb.（開催時期）またはOSAKA FES Feb.（開催時期）の名前で開催されている。
各種記念日（七夕やジューンブライドなど）に合わせて開催されることもあり、この場合その記念日がタイトルになる場合もある。一部は投票・プチオンリーのみの場合もある。

### オンリーイベント
- 作品オンリー - 各イベントで開催されるイベントごとのオンリー。二次創作で原作のオンリーがある場合は自動で振り分けられる。
- arteVarie - 各イベントと併設される一次創作の雑貨オンリー。
- そうさく畑 - 関西地区で行われる創作ジャンルオンリーの即売会。近年は神戸サンボーホールで年1回開催。かつては独立系の創作同人誌即売会だった[4]。
- ZRシリーズ（全国大会） - 2003年より行われるようになったオンリーイベント。開催ごとに対象となる作品は変わる。東京ビッグサイト・東京流通センター・インテックス大阪で開催。COMIC CITYと併催となる場合もある。
  - 擬人化王国 - 「ZRシリーズ（全国大会）」のうち、擬人化作品オンリーイベントの名称。
- FES系 - 上記FESの一部はカップリングオンリーのみ開催される場合があり、投票による運営主催かプチオンリーのみ開催される。

#### プチオンリー
COMIC CITY・FES内で開催されるイベント内イベントで、有志主催か運営主催で開催される。
カップリングまたはキャラクター受けでのオンリーで、原作がオンリーとして存在する場合はその子イベントとして行われる。

#### エアブー
同社が開発・運用を行うWebオンリー。有志開催で行われる。

### こみっくトレジャー
男性向けのオールジャンル同人誌即売会。インテックス大阪で年2回、コミックマーケットの後（のコミックシティの後）に開催される。同じ運営会社による開催だが、主催の名義が異なる（青ブーブー通信社名義）ため、厳密にはコミックシティとは別扱いである。

## 歴史
複数の同人誌印刷所による共催を経て、1988年より同人誌即売会を主催した赤ブーブー通信社と東京文芸出版とが、同じ「コミックシティ」の名称で単独ないし共同開催をしていた。1995年のSUPER COMIC CITY4を境に、赤ブーブー通信社単独での開催となっている。

### 幕張コミックシティ中止事件
1994年10月、同年春に改定された千葉県の青少年保護条例を理由とした男性向け（成人向け）同人誌の扱いに絡み、幕張メッセでの開催を直前になって中止した。この事件は「コミケ幕張メッセ追放事件」の後約3年を開けて起きたものであり、同様に「幕張コミックシティ中止事件」と呼ばれる。直後の1994年11月の東京・晴海でのイベントに際して出展サークルに千葉県の条例とほぼ一致する「赤ブーブー通信社コミックシティにおける自主倫理規定 18歳未満に販売できない図書の基準」を作成し、その遵守を求めたが、これが同人誌業界内外で批判を浴びると数ヵ月後に撤回した。この動きは男性向け（成人向け）同人誌を発行するサークルの離反を招き、その後現在に至るまで、福岡以外のコミックシティが女性向けジャンル主体のイベントとなった遠因となっている。東京・大阪とも、「アダルト・男性向け」ジャンルに配置されるのは数〜十数サークルにすぎない。

### SUPER COMIC CITY4での逮捕事件
1995年5月4日に開催されたSUPER COMIC CITY4で、オウム真理教関連のチラシ及び出版物などを持ち込み、頒布しようとして主催者とトラブルとなった。結果として警察に通報が行われ、男が銃刀法違反で逮捕された。当時は地下鉄サリン事件直後だったこともあり、多数の警察が出動し大きな騒動となった。

### 東日本大震災の影響
2011年3月20日に開催予定だったHARU COMIC CITY16は、東北地方太平洋沖地震（東日本大震災）の発生により会場使用が不可能となったため中止となった。

### 黒子のバスケ参加制限
以下に記したCOMIC CITYについて、『黒子のバスケ』の関係者に対する脅迫事件や関連イベント自粛の続出を考慮し会場から自粛要請があり、『黒子のバスケ』のサークル参加及び頒布を制限した。東京開催については、2013年5月3日・4日開催のSUPER COMIC CITY22以降は通常開催となる。大阪開催は2014年1月から通常開催。福岡開催は参加制限をしていない。
| 開催年月日    | イベント名             |
| ------------- | ---------------------- |
| 2013年1月6日  | COMIC CITY大阪92       |
| 2013年1月31日 | COMIC CITY東京131      |
| 2013年3月17日 | HARU COMIC CITY18      |
| 2013年3月31日 | COMIC CITY大阪93       |
| 2013年5月12日 | COMIC CITY大阪94       |
| 2013年6月23日 | COMIC CITY大阪95       |
| 2013年8月18日 | SUPER COMIC CITY関西19 |
| 2013年10月6日 | COMIC CITY大阪96       |

### 2020年に相次いだ中止と延期
2020年は、東京オリンピック・パラリンピックの開催及び新型コロナウイルス「COVID-19」の流行など複合的理由で、開催会場の変更や中止が相次いだ。
| 開催時期            | イベント名              | 処遇                                     | 理由                                           |
| ------------------- | ----------------------- | ---------------------------------------- | ---------------------------------------------- |
| 2020年3月8日        | TOKYO FES Mar.2020      | 開催延期                                 | 新型コロナウイルス感染拡大                     |
| 2020年3月15日       | HARU COMIC CITY27 大阪  | 開催延期                                 | 新型コロナウイルス感染拡大                     |
| 2020年5月ころ       | SUPER COMIC CITY東京29  | インテックス大阪で代替開催の予定が延期に | コミックマーケット98を開催する予定だったため   |
| 2020年5月8日        | COMIC CITY福岡52        | CC福岡53と統合                           | 新型コロナウイルス感染拡大                     |
| 2020年8月22日・23日 | 超SUPER COMIC CITY 2020 | 開催規模を拡大                           | コミックマーケットの開催時期が繰り上がったため |
| 2020年内            | すべてのイベント        | コスプレを禁止                           | 3密防止対策のため                              |